# Встреча героев Чемульпо в Одессе

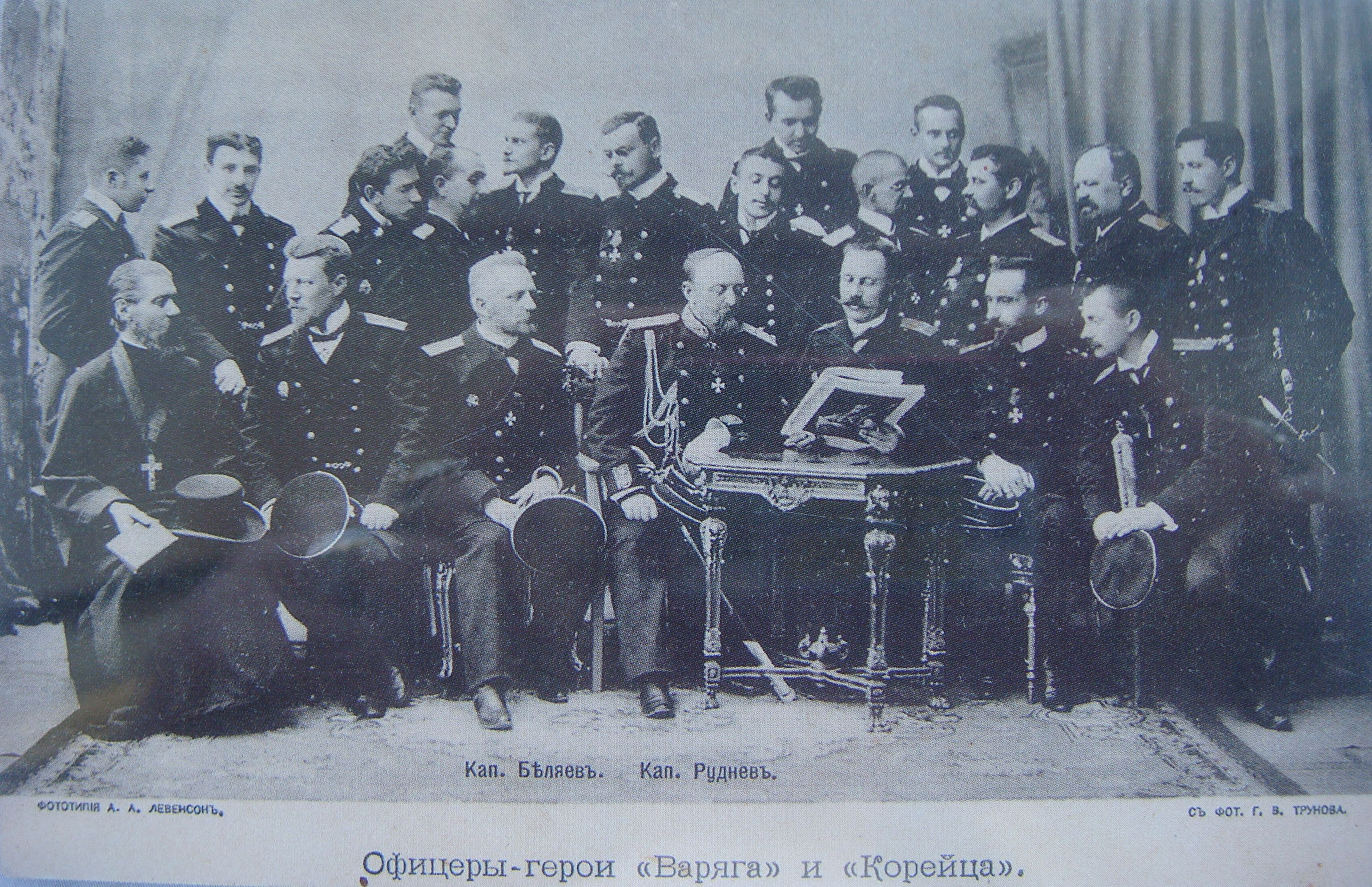
Офицеры «Варяга» и «Корейца»

Встре́ча геро́ев Чемульпо́ в Оде́ссе — торжественная встреча экипажей кораблей «Варяг» и «Кореец» в городе Одесса в марте — апреле 1904 года.

## Предыстория
В результате боя крейсера «Варяг» и канонерской лодки «Кореец» с японской эскадрой на выходе из порта Чемульпо, произошедшего 27 января (9 февраля) 1904 года, оба русских корабля были вынуждены вернуться в акваторию порта и были уничтожены экипажами, чтобы не достаться врагу. Экипажи русских кораблей перешли на военные корабли нейтральных держав, находившиеся в тот момент в порту — британский крейсер HMS «Talbot» (принял 214 матросов и 28 офицеров), французский крейсер «Pascal», итальянский крейсер «Elba», американскую канонерскую лодку «Vicksburg». Тогда же было уничтожено русское почтовое судно «Сунгари» и его экипаж также присоединился к интернированным. 30 января (12 февраля) 1904 года в Чемульпо прибыли чины русской миссии в Корее и казаки её охраны, общее число русских, принятых нейтральными кораблями, достигло 800 человек. Японское командование не препятствовало возвращению экипажей русских кораблей на родину, поставив единственное условие — обещание не участвовать в дальнейших военных действиях. К 3 (16) февраля 1904 года удалось согласовать все формальности и военные корабли с русскими моряками покинули Чемульпо, вывезя их в нейтральные порты, где они смогли пересесть на транспортные суда, следовавшие в порты Российской империи.
Во всех портах, через которые следовали суда с экипажами «Варяга» и «Корейца», их ждал восторженный приём. В Константинополе пароход «Малайя», на котором находилась первая группа моряков, посетили русский посол, генеральный консул, представители местной русской колонии, офицеры и команды канонерской лодки «Запорожец» и парохода «Колхида». Когда «Малайя» уходила с рейда, команды «Запорожца» и «Колхиды» салютовали ей криками «ура». К приветствиям присоединились команды французского стационера «Вотур» и английского минного крейсера «Хузар». Пароход «Кримэ», на котором находились капитан В. Ф. Руднев и бо́льшая часть команды «Варяга», прибыл в Константинополь 21 марта (3 апреля) 1904 года. Его ожидал на городской пристани генерал-адъютант султана, начальник морского корпуса, вице-адмирал Гуссейн Гуснипаша. Русские моряки выслушали личное приветствие, переданное султаном, и им были вручены от него подарки. Затем последовала приветственная речь русского посла, встреча с сотрудниками русского посольства, представителями русской и сербской колоний, восторженные проводы и крики «ура» со всех кораблей на рейде.

## Торжественная встреча

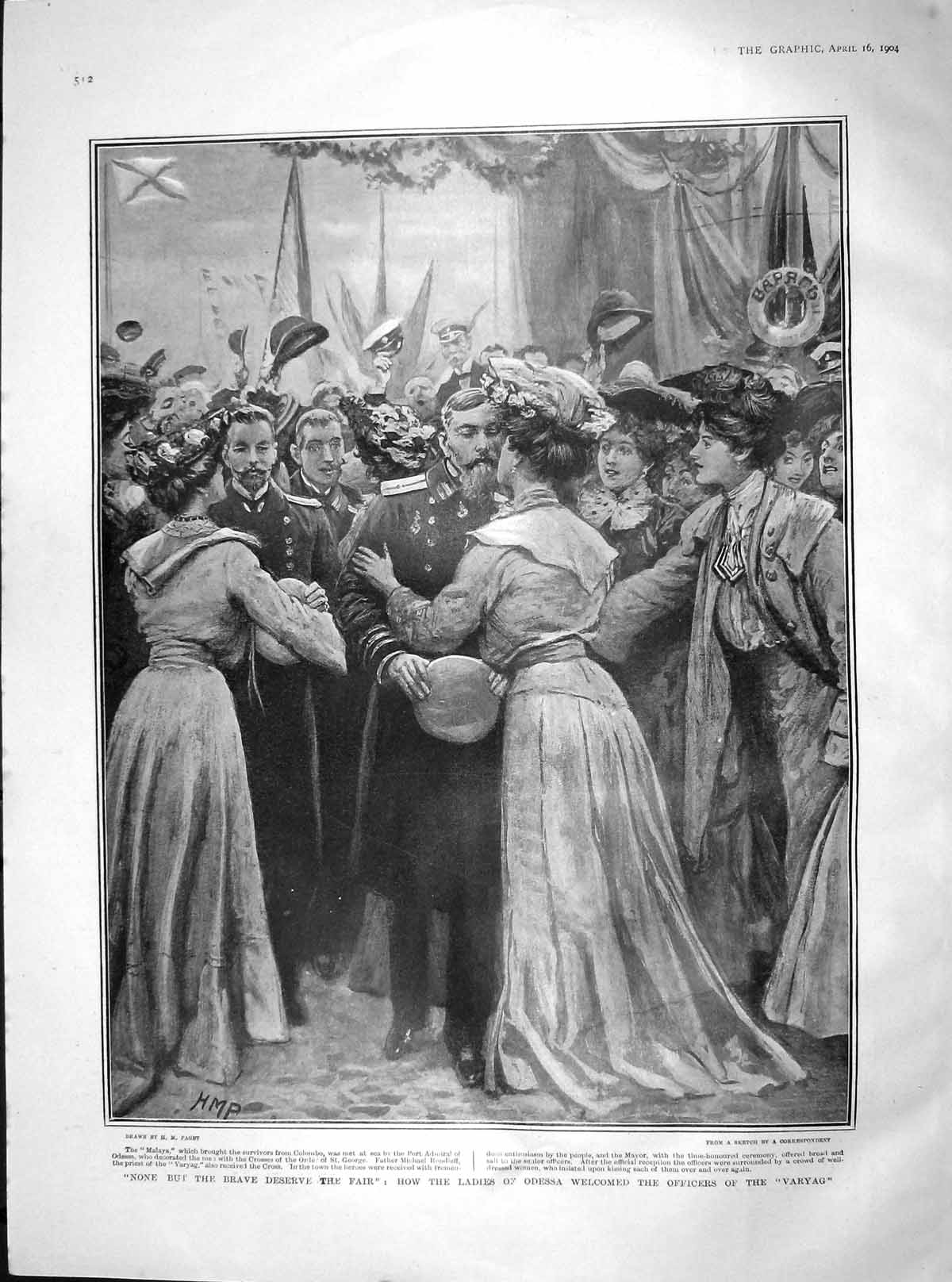
Репродукция из английского иллюстрированного журнала The Illustrated London News с моментом встречи офицеров «Варяга» одесскими дамами

Когда первый из идущих на Одессу пароходов с экипажами русских кораблей — «Малайя» — вышел из Порт-Саида, одесситы начали готовиться к торжественной встрече героев. На «Малайе» находились капитан 2 ранга В. В. Степанов, мичман В. А. Балк, инженеры Н. В. Зорин и С. С. Спиридонов, врач М. Н. Храбростин и 268 матросов. Утром 19 марта (1 апреля) 1904 года толпы народа запрудили всё пространство, прилегающее к порту — Александровский парк, Николаевский бульвар, Гигантскую лестницу и вообще все те места в городе, с которых открывался вид на Одесский порт. Сам порт также был заполнен членами различных официальных делегаций. Город был разукрашен национальными флагами и цветами. День был солнечным, но на море была сильная зыбь. 
Навстречу «Малайи» из Одессы вышел пароход РОПиТа «Святой Николай». Обнаружив на горизонте «Малайю» он подал условленный сигнал находящимся в порту — поднял флаги расцвечивания. Орудия крепости, расположенной в Александровском парке, дали приветственный залп. По этой команде все суда и корабли в гавани, в том числе и иностранные, подняли флаги расцвечивания. Как только «Малайя» приблизилась к порту многотысячная толпа прокричала громкое «ура!», которое не смолкая многократно перекатывалось от города к порту и обратно. В море находилась целая флотилия маломерных судов и яхт, которые окружили «Малайю» и вели её в порт наподобие почётного караула. Ещё на подходе к порту на борт «Малайи» поднялся начальник Одесского порта и несколько георгиевских кавалеров. На борту шедшей к причалу «Малайи» они вручили варяжцам георгиевские кресты и медали.
В 15 ½ часов «Малайя» пришвартовалась к причалу Бакалейной набережной. Команды «Варяга» и «Корейца» сошли на берег, где построились в длинные шеренги. Встречающие репортёры обратили внимание на то, что многие матросы были не в форменных бескозырках, а в головных уборах тех кораблей, которые дали им приют в Чемульпо — «Talbot», «Pascal», «Elba» — многие русские матросы сошли с кораблей без утерянных в бою бескозырок. На причале первым встретил моряков настоятель портовой церкви протоиерей отец Иона Атаманский. В порту играло несколько оркестров. Приветственные речи держали представители городской общественности и командующий войсками Одесского военного округа А. В. Каульбарс. После этого колонна матросов начала марш в центр города. По всему пути их следования шпалерами были выстроены войска Одесского гарнизона. Дойдя до ворот порта колонна матросов была зажата кольцом восторженных одесситов, которые в буквальном смысле подняли матросов на руки и таким манером препроводили их вверх по лестнице Николаевского бульвара, через специально сооружённую триумфальную арку, всю украшенную гирляндами живых цветов, с надписью, сделанной из цветов же «Героям Чемульпо», к памятнику Дюку де Ришельё, где героев ожидали отцы города — архиепископ Херсонский и Одесский высокопреосвященный Иустин, высшие иерархи иных церквей, Городской голова П. А. Зеленой, гласные Городской думы, высшие представители всех ведомств и сословий. 
Городской голова преподнёс старшему офицеру в данной группе хлеб-соль на серебряном блюде, с выгравированным в центре гербом Одессы и с надписью: «Привет г. Одессы удивившим мир героям „Варяга“. 19 марта 1904 г.» От памятника Дюку толпа на руках отнесла моряков на Биржевую площадь, где состоялось торжественное молебствие, после которого с речью выступил одесский градоначальник Д. Б. Нейдгардт. Далее колонна в сопровождении многочисленной толпы проследовала в Сабанские казармы, где для нижних чинов был накрыт от военного ведомства обед. Тут их вновь приветствовали речами А. В. Каульбарс, П. А. Зеленой, Д. Б. Нейдгард, которые произнёс тост: 

От имени Одессы. От всей той 100-тысячной толпы, которая встречала героев и рукоплескала им, от имени всех учреждений и ведомств за здоровье героев Чемульпо, офицеров и капитана Степанова
 После чего начальствующие лица и офицеры «Варяга» и «Корейца» отбыли на торжественный обед, накрытый на 300 персон в Одесском юнкерском училище. Обед начался в 6 часов вечера, а окончился в 9 часов вечера. 
К 8 часам вечера возле Городского театра начала собираться огромная толпа народа — в этот час для нижних чинов русских кораблей городские власти устроили сборный спектакль. Офицеры приехали в театр к антракту, перед показом «Руслана и Людмилы», и заняли отведённые для них две ложи. Оркестр несколько раз исполнил «Боже, Царя храни». В фойе театра для нижних чинов было накрыто угощение.
На следующее утро, в 10 часов 20 марта (2 апреля) 1904 года офицеры отбыли в Одесский кадетский корпус на встречу с кадетами. Кадеты приветствовали офицеров криками «Ура!». Офицеры осмотрели здание кадетского корпуса, открытого только несколькими годами ранее. 
В 11 часов утра в помещении гостиницы «Лондонской» состоялась встреча моряков с еврейской общиной города. Морякам был преподнесён памятный адрес, в котором было написано: 

Дорогим сынам России, славным храбрым морякам, защитившим Царя, Отечество, героям «Варяга» и «Корейца», посрамившим врага — Японию в неравном бою 26 января 1904 г
В 12 часов для господ офицеров был накрыт торжественный обед от города в здании Городской думы. Одесский голова провозгласил тост, в котором сказал: «эта встреча общенародная, восторженно-сердечная со стороны всех национальностей, всех слоёв общества». Д. Б. Нейдгард зачитал текст телеграммы, которую он отправил в Санкт-Петербург: 

…Его Императорскому Величеству. Всеподданейше доношу Вашему Императорскому Величеству, что двухсоттысячная толпа внесла героев «Варяга» на родимую землю и счастлива, что державною волею Вашей Одесса пережила такое патриотическое событие. Народ ликует под звуки народного гимна.— Градоначальник Нейдгардт
Нижним чинам обед от города был накрыт в Сабанских казармах в 1 час пополудни. В этот момент были розданы деньги, пожертвованные одесситами морякам. В 3 часа дня матросы и офицеры проследовали в порт, где их поджидал пароход «Святой Николай», на котором они отбыли в Севастополь. По пути в порт колонны сопровождала толпа одесситов, шпалерами были выстроены войска по всему пути следования. Уже в море пароход «Святой Николай» провожали многочисленные катера и другие маломерные плавсредства одесситов. Не обошлось и без происшествий. К отходу «Святого Николая» на борту недоставало шестерых матросов. Спустя 10 минут после отхода парохода в порт примчался один из них, весь нагруженный узлами с подарками, которыми снабдили его одесские родственники. Остальные матросы опоздали к отходу по схожим причинам. 
24 марта (6 апреля) 1904 года на французском пароходе «Кримэ» в Одессу прибыла последняя (третья) группа варяжцев. Среди них были капитан 1 ранга В. Ф. Руднев, лейтенанты С. В. Зарубаев и П. Г. Степанов, врач М. Л. Банщиков, фельдшер с броненосца «Полтава», 217 матросов с «Варяга», 157 — с «Корейца», 55 — с «Севастополя», 30 казаков Забайкальской казачьей дивизии, охранявших русскую миссию в Сеуле. Одесситы встречали их так же торжественно и сердечно.

## Галерея
|  |  |  |  |  |  |  |